# Szewna-Kolonia
Szewna-Kolonia – część wsi Szewna położona w województwie świętokrzyskim w powiecie ostrowieckim w gminie Bodzechów.
W latach 1975–1998 miejscowość administracyjnie należała do województwa kieleckiego.